# Chã de Ponta
Chã de Ponta es una villa caboverdiana del municipio de São Miguel.

## Geografía
La villa está situada en la isla de Santiago.

## Organización territorial
La villa abarca los lugares y barrios de:
- Achada Garçote
- Boca Ribeira
- Chão de Nona
- Chão Dentro
- Cutelo
- Cutelo de Meio
- Cutelo Redondo
- Ferol
- Fonte São João
- Garçote
- Ponta de Aguada
- Ponta Mato
- Rua Comprida